# Sitodiplosis mosellana
Espèce
Sitodiplosis mosellana (la cécidomyie orangée du blé) est une espèce d'insectes diptères nématocères de la famille des Cecidomyiidae.
Cet insecte est une cécidomyie inféodée aux plantes de la famille des Poaceae (graminées). C'est un ravageur sporadique de certaines céréales cultivées, en particulier le blé, l'orge et le seigle.
Les dégâts sont causés par les larves qui se développent dans les fleurs, empêchant la formation des graines ou dégradant leur qualité.

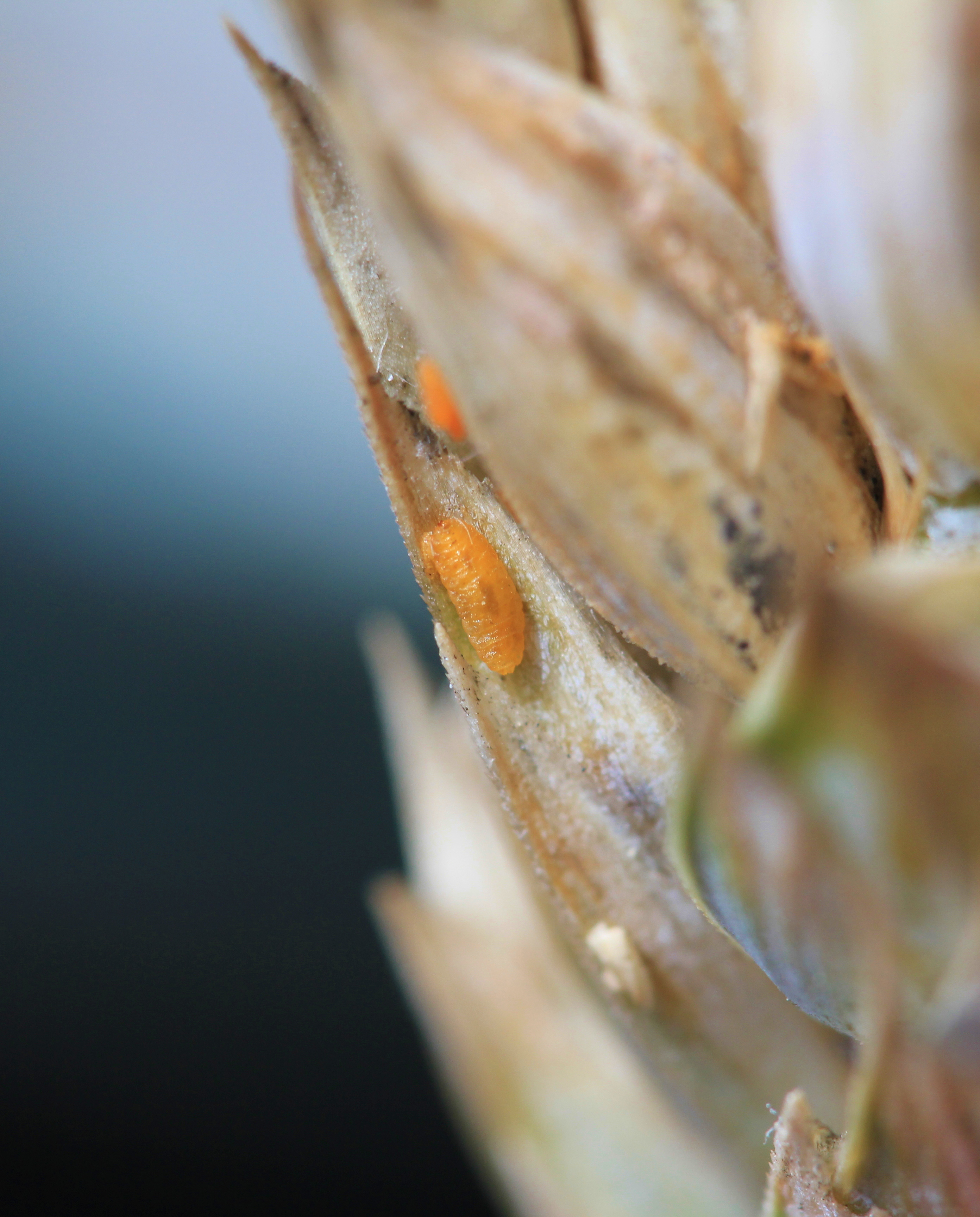
Larve à l'intérieur d'un épillet

## Synonymie
Selon Catalogue of Life (30 janvier 2022) :
- Diplosis aurantiaca Wagner, 1866

## Distribution
L'aire de répartition de Sitodiplosis mosellana comprend la quasi-totalité de l'Europe, la Russie, le Japon et la Chine, Israël, l'Algérie et l'Amérique du Nord (Canada, États-Unis).